# Alba d'inchiostro
Alba d'inchiostro (Tintentod) è un romanzo fantasy per ragazzi del 2008 scritto da Cornelia Funke, l'ultimo della trilogia del mondo d'inchiostro, composta anche da Cuore d'inchiostro e Veleno d'inchiostro.

## Trama
Dopo che Cosimo il bello e i suoi soldati sono morti per mano di Testa di Serpente, la città di Ombra cade nelle mani del malvagio tiranno. Nel frattempo Orfeo è diventato ricco vendendo animali sovrannaturali, che fa comparire attraverso la sua prodigiosa voce, al governatore di Ombra, cognato di Testa di Serpente, che poi uccide senza pietà. Mo invece si spaccia per Glandarius e insieme agli uomini del principe nero difende gli abitanti dei villaggi vicini dalle razzie dei soldati del Fringuello. Testa di Serpente sta marcendo insieme al libro che lo ha reso immortale. Farid, prigioniero del lettore Orfeo, si arrabbia spesso con lui, accusandolo di non voler far tornare Dita di Polvere. Orfeo capisce che le dame bianche volevano un tributo di carne ed escogita un piano contro Mo. Elinor e Dario decidono di entrare nel mondo d'inchiostro e ci riescono grazie alla voce di Dario. Intanto Resa confessa a Mo di essere incinta e Meggie prende con felicità la notizia. Fenoglio parla a Mo delle bellissime miniature di Balubus e non resistendo alla tentazione si reca da lui, al palazzo di Ombra. Qui viene imprigionato.Subito dopo Mo scopre che tutto ciò era stato progettato da Violante per poterlo conoscere con il nome di Glandarius. Intanto arriva la notizia che Testa di Serpente ha trovato il modo di rallentare la distruzione del libro che contiene la sua anima. Orfeo chiama Mo e a sorpresa lo uccide offrendolo alle dame bianche.
Per fortuna nell'oltretomba Mo incontra un enorme uccello dorato che si rivela essere la Morte in persona. La Morte dice che lo lascerà libero insieme a Dita di Polvere ma dovrà distruggere il libro che gli impedisce di uccidere Testa di Serpente,prima dell'inizio della primavera o morirà assieme a sua figlia Maggie. Intanto a Ombra tra i bambini è molto atteso lo spettacolo di Becco di Fuliggine. Quando tutti i bambini si sono radunati lo spettacolo si rivela una trappola. Tutti i bambini vengono catturati e Testa di Serpente offre la loro libertà in cambio di Glandarius; in caso contrario i bambini verranno spediti a lavorare nelle sue miniere di argento. Glandarius si consegna e viene imprigionato. Per paura che i soldati rapiscano di nuovo i bambini il principe nero li porta via fino ai "nidi di uomo" insieme a Meggie, Fenoglio, Resa, Dario ed Elionor. Dita di Polvere e Farid liberano Mo attraverso mostri di fuoco. Mo, Violante, Farid e Dita di Polvere vanno ad un'antica residenza ereditata da Violante dai nonni materni: il castello nel lago. L'armata di Testa di Serpente arriva a Ombra. Nel frattempo il Fringuello scopre il nascondiglio dei bambini e lo raggiunge con dei soldati. Orfeo si allea con Testa di Serpente che va a combattere contro Violante. Intanto Fenoglio ricomincia a scrivere e attraverso la prodigiosa voce di Meggie materializza un gigante per scacciare i soldati. Il piano funziona ma il gigante rapisce Fenoglio. Nel frattempo Orfeo scrive e legge che Testa di Serpente vince su Violante e grazie a ciò riescono ad entrare nel castello. Fenoglio viene liberato da Meggie e scrivono che Mo sconfigge Testa di Serpente. Nel frattempo Testa di Serpente ha intrappolato Mo ma Jacopo, figlio di Cosimo e di Violante, ruba il libro del nonno e lo dà a Mo. Senza più protezione la Morte uccide Testa di Serpente. Elinor, Fenoglio, Dario, Resa, Meggie, Farid e Mo decidono di restare nel mondo d'inchiostro mentre Violante diventa regina e Orfeo scappa al nord dove si rifugia in un villaggio sulle montagne, guadagnandosi da vivere facendo l'insegnante. Sei mesi dopo nasce il figlio di Resa e Mo e fratello di Meggie. A questo bambino verranno raccontate storie di un mondo lontano in cui gli uomini possono volare e le carrozze vanno velocissime e non hanno cavalli. Secondo questo bambino questo mondo è interessantissimo e come Meggie volle entrare nel mondo d'inchiostro,lui vuole entrare in questo nuovo mondo.

## Personaggi
- Mortimer detto Mo è chiamato anche "Lingua di Fata" è il padre di Meggie. Lui ha fatto uscire Capricorno, Basta e Dita di polvere dal libro. Al loro posto è entrata sua moglie Resa in "Cuore d'Inchiostro".

- Meggie Figlia di Mo e di Resa ha ereditato dal padre la passione per la lettura ma anche la prodigiosa capacità di far uscire i personaggi dai libri.

- Gwin Martora cornuta di Dita di Polvere. Ama andare a caccia di notte. Nel libro Cuore d'Inchiostro (non il libro di Cornelia Funke, ma quello di Fenoglio), provoca la morte di Dita di Polvere che cercava di difenderla dagli scagnozzi di Capricorno.

- Farid "allievo" di Dita di Polvere, portato nel nostro mondo dalle parole di Mo, si è perdutamente innamorato di Meggie...

- Elinor prozia di Meggie. È abbastanza facoltosa. Ha una vera passione per i libri e ne ha una gigantesca collezione. Mortimer dice che non si stupirebbe se perdesse la sua fortuna per la sua mania dei libri.

- Dario altra "lingua di fata" e vive nella casa di Elinor assieme a Resa, Mo e Meggie.

- Orfeo lingua di fata che da piccolo amava il libro Cuore d'inchiostro. Senza scrupoli. Ha promesso a Farid di aiutarlo a resuscitare Dita di Polvere ma non sembra impegnarsi a mantenere la promessa.A lui Fenoglio ha dato il compito di proseguire il libro e così è diventato ricco vendendo animali che materializzava attraverso la sua prodigiosa voce.

- Testa di Serpente malvagio re che governa tutto il mondo d'inchiostro. Ossessionato dalla morte e per questo ama l'argento perché si crede tenga lontane le Dame Bianche. Mo gli ha donato, in cambio della libertà, un libro che gli protegge l'anima non facendolo morire. Ma ne aveva bagnato le pagine in modo da distruggerlo lentamente.

- Dita di Polvere mangiafuoco portentoso, ama Roxane, un ex danzatrice ora coltivatrice di erbe curative, da cui ha avuto due figlie.

## Edizioni
- Cornelia Funke, Alba d’inchiostro, traduzione di Roberta Magnaghi, Arnoldo Mondadori Editore, 2008,  pp. 600, ISBN 88-04-58037-2.